# Biographisches Handbuch zur Geschichte des Landes Oldenburg
Das Biographische Handbuch zur Geschichte des Landes Oldenburg (BHGLO) ist ein Nachschlagewerk mit Biographien eines wesentlichen Teils „der regionalen Eliten“ des Landes Oldenburg. Es umfasst 779 Kurzbiographien von bedeutenden oder in Erinnerung gebliebenen Persönlichkeiten der oldenburgischen Geschichte ab dem frühen Mittelalter im Gebiet des ehemaligen Großherzogtums Oldenburg, des historischen Herzogtums Oldenburg und des heutigen Landesteils sowie der Fürstentümer Lübeck und Birkenfeld sowie der Stadt Wilhelmshaven. Den einzelnen Artikeln, denen nach Möglichkeit ein Porträt beigegeben wurde, schließen sich jeweils Primär- und Sekundärliteratur-Angaben an.
Das Werk wurde 1992 im Auftrag der Oldenburgischen Landschaft von Hans Friedl, Wolfgang Günther, Hilke Günther-Arndt und Heinrich Schmidt herausgegeben und erschien im Oldenburger Verlag Isensee unter der ISBN 3-89442-135-5.
Unter dem unten genannten Link hat die Landesbibliothek Oldenburg das Werk ebenso für die Weiternutzung und zum Download unter einer Creative-Commons-Lizenz Namensnennung – Weitergabe unter gleichen Bedingungen 4.0 im PDF veröffentlicht.